# Machina/The Machines of God
Machina/The Machines of God ist das fünfte Studioalbum der amerikanischen Alternative-Rock-Band The Smashing Pumpkins und erschien am 29. Februar 2000 über Virgin Records. Es handelt sich um ein Konzeptalbum, das die Rückkehr von Schlagzeuger Jimmy Chamberlin markierte und ursprünglich als das letzte reguläre Studioalbum der Band vor ihrer ersten Auflösung im Jahr 2000 geplant war.
Musikalisch knüpft Machina an die elektronischen und Industrial-Rock-Elemente des Vorgängers Adore an, kehrt jedoch durch die erneute Einbindung von Chamberlin sowie der neuen Bassistin Melissa Auf der Maur zu einem gitarrenlastigeren Sound zurück, der auch live wieder verstärkt zur Geltung kam. Trotz dieser musikalischen Neuausrichtung blieb das Album hinter den kommerziellen Erfolgen früherer Veröffentlichungen zurück und verkaufte sich in den USA bis Mai 2005 lediglich 582.000 Mal.
Das Nachfolgealbum Machina II/The Friends & Enemies of Modern Music wurde ausschließlich über das Internet veröffentlicht – physische Exemplare erschienen nur in stark limitierter Auflage.

## Titelliste
1. The Everlasting Gaze – 4:00
2. Raindrops + Sunshowers – 4:39
3. Stand Inside Your Love – 4:14
4. I of the Mourning – 4:37
5. The Sacred and Profane – 4:22
6. Try, Try, Try – 5:09
7. Heavy Metal Machine – 5:52
8. This Time – 4:43
9. The Imploding Voice – 4:24
10. Glass and the Ghost Children – 9:56
11. Wound – 3:58
12. The Crying Tree of Mercury – 3:43
13. With Every Light – 3:56
14. Blue Skies Bring Tears – 5:45
15. Age of Innocence – 3:55